# Prélude non mesuré

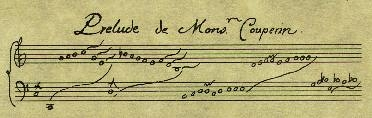
Beginn eines Prélude non mesuré von Louis Couperin

Das Prélude non mesuré (französisch Präludium ohne Taktangabe) ist eine musikalische Form, die hauptsächlich in der frühen französischen Barockmusik für Cembalo verwendet wurde. Es handelt sich um ein Präludium zur Einleitung einer Folge von Tanzstücken. Bei diesen quasi improvisatorischen Préludes wurden die Notenwerte und das Metrum nicht genau angegeben und so gut wie keine Taktstriche gesetzt. Die musikalischen Phrasen werden oft durch Bindebögen miteinander verbunden, wobei die rhythmische Ausgestaltung dem jeweiligen Spieler überlassen bleibt. In ihrer originalen Notation ermöglichen und verlangen diese Musikstücke, von denen rund fünfzig erhalten sind, bei der Interpretation eine gewisse musikalische Freiheit, die sich im Vergleich zu einer streng mensurierten Notation wie Prosa zu rhythmisierten Versen verhält. Wichtige Vertreter dieser Gattung sind Louis Couperin, Jean-Henri d’Anglebert, Nicolas Lebègue und Élisabeth Jacquet de La Guerre. Das Prélude non mesuré kam ungefähr um 1710 aus der Mode.

## Geschichte
Unrhythmisierte Präludien wurden zunächst für die Laute, aber auch für die Gambe geschrieben. Aus dem 17. Jahrhundert sind Lautenkompositionen von Denis Gaultier überliefert sowie Stücke für Gambe von de Machy und Sainte-Colombe. Louis Couperin ist der erste Komponist, der vergleichbare Werke für das Clavecin (Cembalo) schrieb; seine Werke wurden zu Lebzeiten nicht gedruckt und sind deshalb nur handschriftlich überliefert, vor allem im bedeutenden Manuscrit Bauyn. Er verwendete in seinen Préludes fast ausschließlich weiße Noten, die jedoch nicht alle als "ganze Noten" zu verstehen sind, sondern auch kürzere Notenwerte darstellen können oder sogar Läufe. Eine korrekte Interpretation des Notentextes ist daher nicht ganz einfach, kann jedoch durch Beschäftigung und Vergleich mit Préludes anderer Komponisten erleichtert werden:
Nicolas Lebègue versuchte 1677 im ersten Buch seiner Pièces de Clavecin zum ersten Mal eine präzisere Notation, mit sämtlichen Werten zwischen ganzen und Sechzehntelnoten; dem folgte 1687 auch die junge Élisabeth Jacquet de La Guerre in ihrem Premier Livre. Die Préludes von d'Anglebert sind ein besonders interessanter und lehrreicher Fall, da sie sowohl handschriftlich in weißer Notation überliefert sind, als auch gedruckt in seinen 1689 veröffentlichten Pièces de Clavecin in einer schwarz-weißen Notation, die für den damaligen und heutigen Laien verständlicher ist. In seinem Druck unterscheidet auch D'Anglebert in der Notation seiner Préludes zwischen weißen und schwarzen Noten, verwendet dabei aber keine Viertelnoten, sondern nur Achtel und Sechzehntel. Die weißen, ganzen Noten dienen grundsätzlich zur Angabe von Akkorden, die normalerweise arpeggiert werden. Ein Vorteil der französischen non mesuré-Notation liegt gerade in der Möglichkeit Arpeggien relativ genau notieren zu können, z. B. ob rauf- oder runter gebrochen wird, schnell oder langsam, oder (selten) gar nicht (!). Acciaccaturen (fr. "cheute") oder Schleifer (fr. "coulé") wurden von d'Anglebert weiß oder schwarz notiert. Schwarze Achtel- oder Sechzehntelnoten sind hingegen melodisches Girlandenwerk oder Verzierungen. An manchen Stellen wird als Abschluss einer melodischen Phrase oder eines Abschnittes ein Taktstrich angegeben.
Jüngere Komponisten wie Louis Marchand, Clérambault, Gaspard le Roux und Jean-Philippe Rameau verwendeten tendenziell noch genauere Schreibweisen, ein Prélude von Marchand ist sogar mit Taktstrichen notiert (Premier Livre, 1702). François Couperins acht Préludes in "L'Art de toucher le clavecin" (1717) sind genau im Takt notiert, und die Hälfte ist tatsächlich "mesuré" zu spielen. Nach seinen eigenen Angaben sollen die Nr. 1, 2, 4 und 5 "...in einer zwanglosen Manier..." gespielt werden, "...ohne sich allzu sehr an den genauen Takt zu klammern,...". Trotzdem handelt es sich nicht mehr um Préludes non mesurés im eigentlichen Sinne.
Formal lassen sich diese Einleitungsstücke in zwei Gruppen unterteilen. Es finden sich einerseits Préludes, die durchgehend non mésuré, und in ihrem Charakter meditativ bis elegisch sind, manchmal in Art von Tombeaux oder Lamentos, wie sie bei Froberger als Allemande ausgeschrieben sind. Andererseits finden sich großangelegte Werke, die an italienische Toccaten in der Schreibweise Frescobaldis oder Frobergers erinnern, und die in eine streng mensurierte Fuge oder einen schnellen mensurierten Abschnitt übergehen (meistens in der Mitte). Beispiele dafür findet man bei Louis Couperin, Élisabeth Jacquet de la Guerre (Premier Livre, 1687) oder Rameau (Premier Livre, 1706).

## Unmensurierte Musik außerhalb Frankreichs
Natürlich waren auch außerhalb Frankreichs quasi frei-improvisierte Präludien bekannt, doch blieb das eigentliche Prélude non mesuré auf Frankreich beschränkt. Ein Prelude in h-moll des in London wirkenden italienischen Cembalomeisters Giovanni Battista Draghi beginnt in einer Notation, die an die weiße Notation Louis Couperins erinnert, geht aber nach zwei Takten in eine geradtaktige Mensur und normale Notation über.
Beispiele für nicht genau notierte, freie Stellen sind in der italienischen Cembalomusik z. B. in den Toccaten von Bernardo Pasquini und Alessandro Scarlatti bekannt. Sie wurden jedoch einfach als lange Akkorde notiert und mit der Musizieranweisung "arp." oder "arpeggio" versehen (meistens am Anfang, aber auch in der Mitte eines Stückes). Die genaue Ausführung solcher Stellen ist nicht bekannt, man vermutet jedoch, dass einfach "rauf und runter" arpeggiert wurde, eventuell unter Einfügung von Acciaccaturen; ob der Effekt meditativ oder eher rauschhaft sein soll, muss im Einzelfall entschieden werden.
Diese Praxis wurde von deutschen Komponisten übernommen, wie z. B. von Johann Caspar Ferdinand Fischer (in "Musicalisches Blumen-Büschlein", 1696). Auch in einigen Preludes der Cembalosuiten von Georg Friedrich Händel gibt es solche arpeggiando-Passagen, handschriftlich sind auch ganze Preludes (z. T. Früh-Fassungen) in einfacher akkordischer Notation erhalten, die arpeggiando auszuführen ist. Das bekannteste Beispiel sind einige Stellen in Joh. Seb. Bachs Chromatischer Fantasie und Fuge. All diese Werke stehen jedoch in der italienisch-deutschen Tradition, und sind nicht mit den Préludes non mesurés der Franzosen vergleichbar. Ähnliches gilt für Carl Philipp Emanuel Bach, der noch bis 1762 unmensurierte Clavierstücke geschrieben hat. In seinem Lehrwerk Versuch über die wahre Art das Clavier zu spielen schreibt er hierzu: Das Fantasieren ohne Tackt scheint überhaupt zu Ausdrückung der Affeckten besonders geschickt zu sein, weil jede Tackt-Art eine Art von Zwang mit sich führet.

## Noten / Quellen
- Jean-Henry d'Anglebert, Pièces de Clavecin – Édition de 1689, Facsimile, publ. sous la dir. de J. Saint-Arroman, Courlay: Édition J. M. Fuzeau, 1999.
- Manuscrit Rés. 89 ter, Pièces de Clavecin: D'Anglebert - Chambonnières – Louis Couperin - Transcriptions de pièces pour luth, Facsimile, publ. sous la dir. de J. Saint-Arroman, Courlay: Édition J. M. Fuzeau, 1999. (= Zweiter Band der D'Anglebert-Gesamtausgabe der Édition Fuseau).
- Manuscrit Bauyn, ..., deuxième Partie: Pièces de Clavecin de Louis Couperin, ..., Facsimile, prés. par Bertrand Porot, Courlay: Édition J. M. Fuzeau, 2006.
- François Couperin, L'Art de toucher le Clavecin - Die Kunst das Clavecin zu spielen, Wiesbaden: Breitkopf & Härtel, hrsg. & übers. v. Anna Linde (urspr. 1933).
- Giovanni Battista Draghi, Harpsichord Music, ed. by Robert Klakovich, Madison (Wisconsin): A-R Editions, Inc., 1986.
- Georg Friedrich Händel, Klavierwerke III – Ausgewählte verschiedene Stücke (Wiener Urtext Edition), Schott / Universal Edition, 1994.
- Élisabeth Jacquet de la Guerre, Les Pièces de Clavecin, Premier Livre, Paris (s.d. = 1687), Facsimile, publ. sous la dir. de J. Saint-Arroman, Courlay: Édition J. M. Fuzeau, 1997.
- Nicolas-Antoine Lebègue, Pièces de Clavecin, Premier Livre, 1677, Facsimile, publ. sous la dir. de J. Saint-Arroman, Courlay: Édition J. M. Fuzeau, 1995.
- Louis Marchand, Pièces de clavecin : Livre premier & Livre second, Facsimile, publ. sous la dir. de J. Saint-Arroman, Courlay: Édition J. M. Fuzeau, 1999.
- Bernardo Pasquini, Opere per tastiera, Vol. III und Vol. IV, a cura di Armando Carideo, Colledara: Andromeda Editrice, 2003.
- Jean Philippe Rameau, Pieces de Clavecin, hrsg. v. Erwin R. Jacobi, Kassel et al.: Bärenreiter, 1958/1972, S. 1–3.
- Alessandro Scarlatti, Toccate..., Vol. I & II, a cura di A. Macinanti e Fr. Tasini, Bologna: Ut Orpheus Edizioni, 2000 & 2003.